# Lorisiformes
I Lorisiformi (Lorisiformes Gregory, 1915) sono un infraordine di Primati Strepsirrhini diffuso in Africa e Asia.

## Distribuzione
Delle due famiglie che compongono l'infraordine i Lorisidi sono diffusi nelle regioni tropicali dell'Africa e nell'Asia sudorientale mentre i Galagidi soltanto in Africa.

## Descrizione
Sono primati di piccola taglia con grandi occhi, che ne svelano le abitudini notturne: i galagoni sono animaletti dalla lunga coda e dalle grandi orecchie, agili e scattanti, mentre i lori ed i posso sono lenti e cauti, dalla coda ridotta a un moncherino e le orecchie piccole e reniformi.

## Biologia
I Lorisiformes sono tutti animali arboricoli e dalle abitudini prevalentemente notturne.

Possiedono mani dai pollici opponibili che all'occorrenza sviluppano una presa fortissima.
Si nutrono di piccoli animali (molluschi, uccelli, rettili e insetti) e frutti.

## Tassonomia
Assieme a Lemuriformes e Chiromyiformes è uno dei tre infraordini in cui vengono suddivisi i primati strepsirrini. I rapporti filogenetici tra i tre infraordini non sono ancora del tutto chiariti.
L'infraordine Lorisiformes è monofiletico e comprende due famiglie: Lorisidae e Galagidae.
- Infraordine  Lorisiformes
  - Superfamiglia Lorisoidea
    - Famiglia Galagidae (19 specie)
    - Famiglia Lorisidae (14 specie)
      - Sottofamiglia Perodicticinae
      - Sottofamiglia Lorinae

    - Famiglia Plesiopithecidae † (1 specie)